# Þorgerðarfjall
Þorgerðarfjall är ett berg i republiken Island. Det ligger i regionen Norðurland eystra, 280 km nordost om huvudstaden Reykjavík. Toppen på Þorgerðarfjall är 413 meter över havet, eller 309 meter över den omgivande terrängen. Bredden vid basen är 9,2 km.
Trakten runt Þorgerðarfjall är nära nog obefolkad, med mindre än två invånare per kvadratkilometer. Närmaste större samhälle är Laugar, nära Þorgerðarfjall. Trakten runt Þorgerðarfjall består i huvudsak av gräsmarker.